# Dorfkirche Genzien

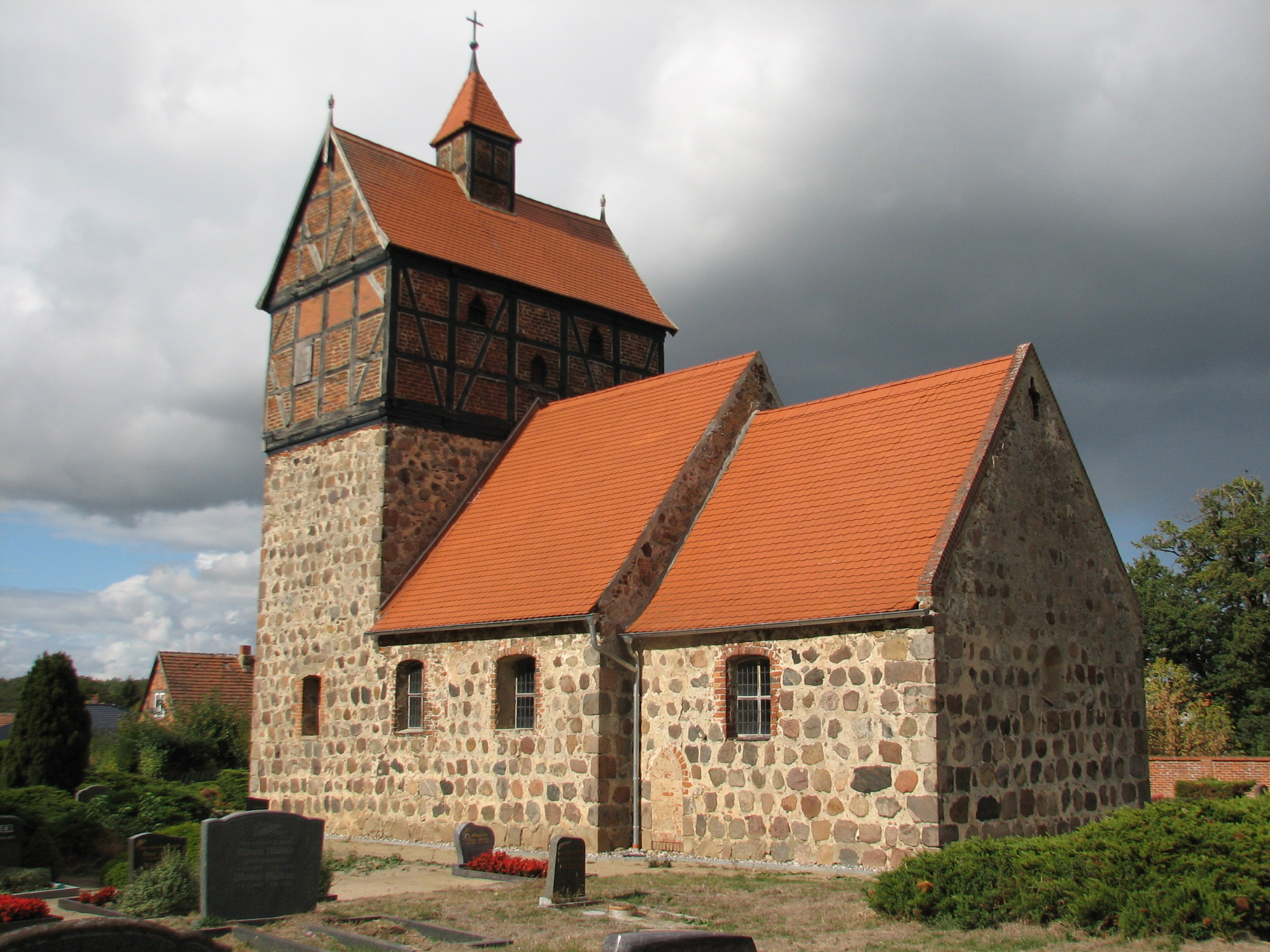
Dorfkirche Genzien von Südosten

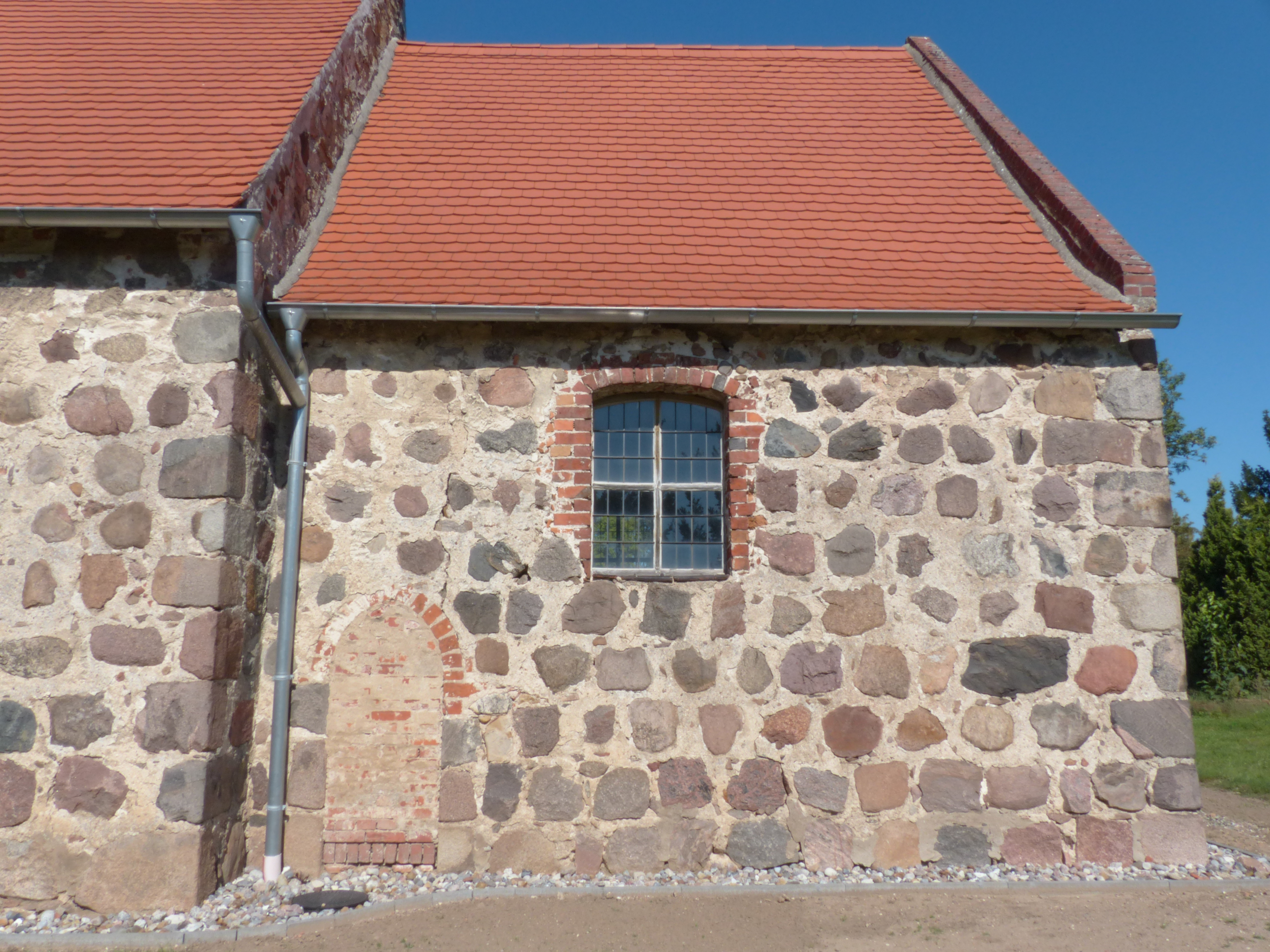
Chor von Süden

Die evangelische Dorfkirche Genzien ist eine romanische Saalkirche im Ortsteil Genzien von Arendsee (Altmark) im Altmarkkreis Salzwedel in Sachsen-Anhalt. Sie gehört zur Kirchengemeinde Arendsee im Kirchenkreis Stendal der Evangelischen Kirche in Mitteldeutschland (EKMD).

## Geschichte und Architektur

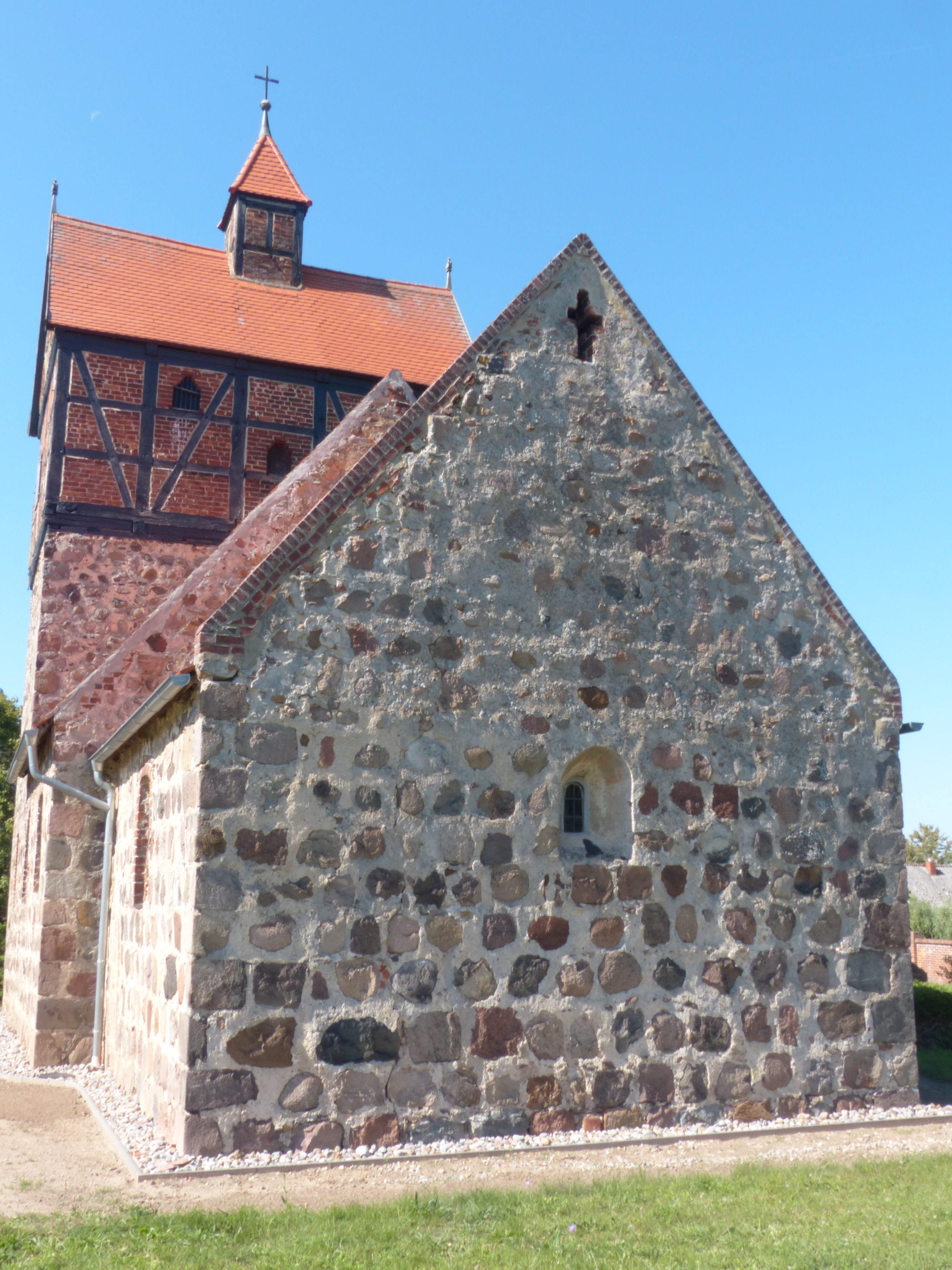
Kirche von Osten

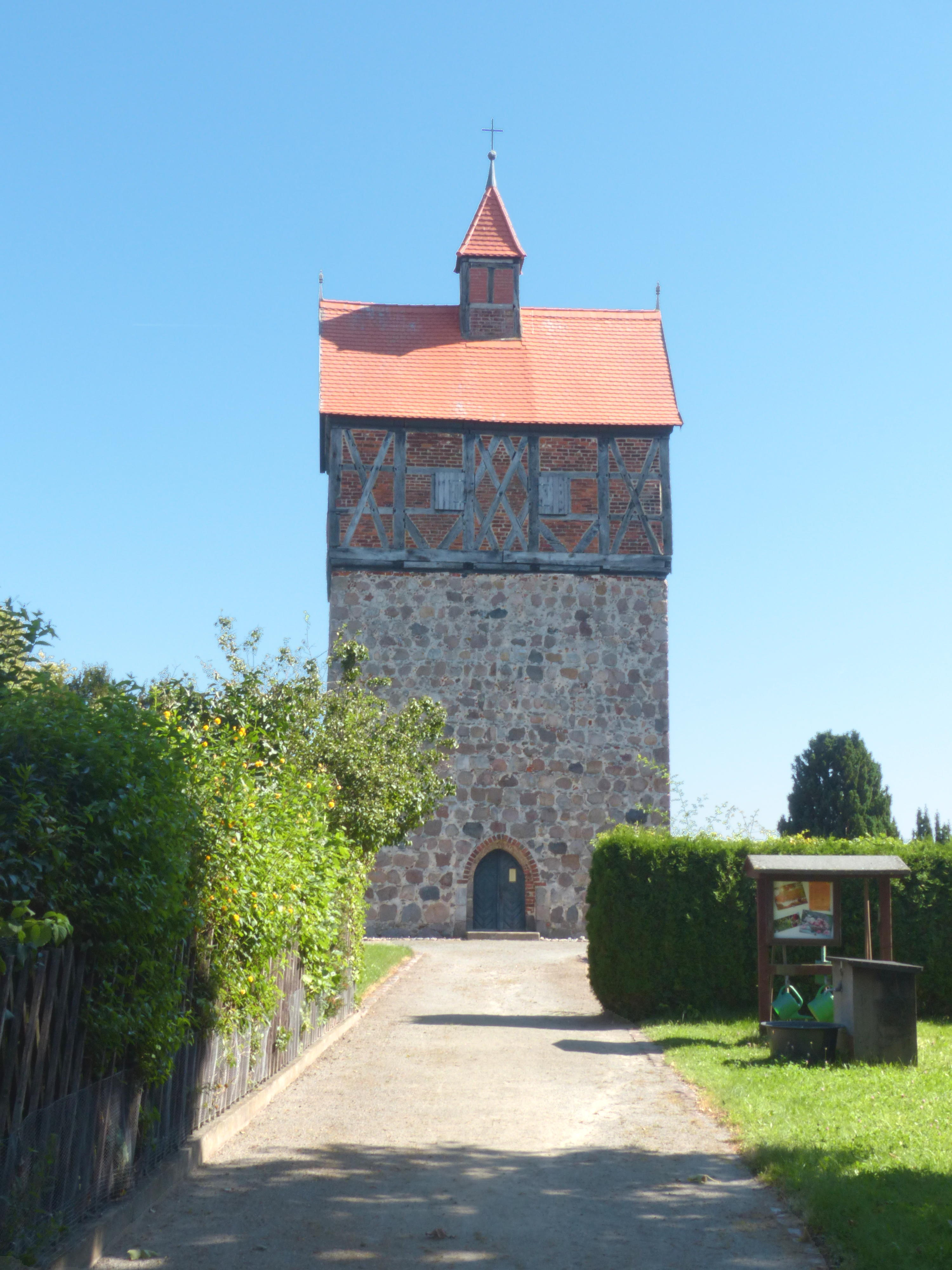
Kirchturm von Westen

Die Kirche ist ein Feldsteinbauwerk aus kurzem Schiff, eingezogenem quadratischem Chor und dem Westquerturm aus der Mitte des 13. Jahrhunderts. Das vorkragende Glockengeschoss aus Fachwerk stammt aus dem Jahr 1692 und ist bekrönt durch einen Dachreiter. Ein abgetrepptes spitzbogiges Westportal ist mit Archivolten aus Backstein versehen, vermauert sind die Priesterpforte und das kleine Fenster im Osten.
Im Innern vermittelt eine spitzbogige Öffnung zwischen der Turmhalle und dem Schiff; der niedrige Triumphbogen ist demgegenüber rundbogig. Das Chorgewölbe ist mit nicht vortretenden Rippen gestaltet und gleicht damit einem Gratgewölbe (ähnlich dem in der Dorfkirche Kläden). Eine dreieckig geschlossene Sakramentsnische mit Tür und Beschlägen ist noch erhalten.

## Ausstattung
Die künstlerisch wertvolle Ausstattung ist im Stil des späten 17. Jahrhunderts gehalten; sie wurde im Jahr 1909 durch Max Kutschmann aus Berlin mit Akanthusrankenwerk und Medaillons mit den Bildern der vier Evangelisten ergänzt. Gleichzeitig erfolgte die Neufassung der hölzernen Westempore und des Gestühls. Der schlichte Kanzelaltar ist ein Werk von Ende des 18. Jahrhunderts. Gleichzeitig entstand der Pfarrstuhl mit Gitterwerk an der Südseite des Chores.
Der hölzerne Glockenstuhl ist für drei Glocken eingerichtet; eine Glocke zersprang angeblich beim Gedächtnisgeläut anlässlich des Todes von Kaiser Wilhelm I. Überdauert haben eine Stahlglocke und eine Bronzeglocke mit der Inschrift: Soli.deo.Gloria me fecit. Johann. Georg. Ziegner. In Saltzwedel. Anno. 1738." An der Haube unter einem Palmettenfries ist zu lesen: "anno christi 1738 praefecto. Regio Db. Joanne Ludovico fusa. Praetore: Joan. Schhultzio. Pastore. Joanne Christophoro. Hey. Kackerbeck. antistibus, Nicolao Mullero et Petro. Schmidione." Eine Orgel wurde 1987 von Orgelbau Reinhard Hüfken geschaffen.